# Куйвозовское сельское поселение
Ку́йвозовское се́льское поселе́ние — муниципальное образование в составе Всеволожского района Ленинградской области. Административный центр — деревня Куйвози.

## История
В Куйвозовскую волость в 1896 году входило сорок шесть деревень и мыз, в том числе и мыза Малые Куйвози землевладельца Пущина при прудах и с кузницей.
В деревне Куйвози было шесть дворов, тридцать восемь жителей и амбулаторный пункт. Были ещё и Большие Куйвози — мыза Лошкаревых при прудах, в которой проживало 17 человек и была своя молочная лавка. Деревня Варзолово (девять дворов, пятьдесят шесть жителей), Керро у Лемболовского озера (восемь дворов и шестьдесят четыре жителя), а также мызы Екатериновка землевладельца Яковлева, мыза Малое Гарболово землевладельца Ершова и мыза Гарболовский лазарет Санкт-Петербургского воспитального дома, находившийся на земле Ильиной при озере и Куйвозовской уездной земской дороге. Мыза Ильиной при озере называлась Большое Гарболово.

В начале 1920-х годов в составе Куйвозовской волости Петроградского уезда Петроградской губернии был образован Куйвозовский сельсовет.
В августе 1927 года Куйвозовский сельсовет вошёл в состав Куйвозовского финского национального района Ленинградской области.
20 марта 1936 года Куйвозовский финский национальный район был переименован в Токсовский финский национальный район.
22 февраля 1939 года Токсовский финский национальный район был ликвидирован, Куйвозовский сельсовет вошёл в состав Парголовского района.
3 апреля 1954 года Парголовский район был упразднен, Куйвозовский сельсовет вошёл в состав Всеволожского района.
18 января 1994 года постановлением главы администрации Ленинградской области № 10 «Об изменениях административно-территориального устройства районов Ленинградской области» Куйвозовский сельсовет, также как и все другие сельсоветы области, преобразован в Куйвозовскую волость.
1 января 2006 года в соответствии с областным законом № 17-оз от 10 марта 2004 года образовано Куйвозовское сельское поселение, в его состав вошла территория бывшей Куйвозовской волости.

## География
Поселение расположено в северной части района.
По территории поселения проходят автодороги:
- А120 (Санкт-Петербургское северное полукольцо, бывшая 41А-189 «Магистральная» (Р21 — Васкелово — А121 — А181))
- А121 «Сортавала» (Санкт-Петербург — Сортавала — автомобильная дорога Р-21 «Кола»)
- 41К-012 (Скотное — Приозерск)
- 41К-072 (Грузино — Керро)
- 41К-179 (Осиновая Роща — автодорога А121)
- 41К-322 (Гарболово — Заводской)

Расстояние от административного центра поселения до районного центра — 60 км.

## Население
| 2006    | 2010    | 2011    | 2012    | 2013    | 2014    | 2015    |
| ------- | ------- | ------- | ------- | ------- | ------- | ------- |
| 11 000  | ↗13 373 | ↗13 427 | ↗13 589 | ↗13 696 | ↗14 097 | ↗14 349 |
| 2016    | 2017    | 2018    | 2019    | 2020    | 2021    | 2023    |
| ↘14 234 | ↗14 292 | ↘14 224 | ↗14 296 | ↗14 318 | ↗15 519 | ↗15 726 |
| 2024    | 2025    |         |         |         |         |         |
| ↗16 004 | ↗16 166 |         |         |         |         |         |

## Состав сельского поселения
Сельское поселение включает 17 населённых пунктов:
| №  | Населённый пункт | Тип населённого пункта          | Население    |
| -- | ---------------- | ------------------------------- | ------------ |
| 1  | Варзолово        | деревня                         | →32 (2017)   |
| 2  | Васкелово        | деревня                         | →975 (2017)  |
| 3  | Вуолы            | деревня                         | →9 (2017)    |
| 4  | Вьюн             | посёлок                         | ↗3 (2017)    |
| 5  | Гарболово        | деревня                         | ↗4548 (2021) |
| 6  | Грузино          | деревня                         | →267 (2017)  |
| 7  | Екатериновка     | деревня                         | →140 (2017)  |
| 8  | Заводской        | посёлок                         | →838 (2017)  |
| 9  | Керро            | деревня                         | ↗730 (2017)  |
| 10 | Куйвози          | деревня, административный центр | ↘1168 (2017) |
| 11 | Лаппелово        | деревня                         | ↗3 (2017)    |
| 12 | Лемболово        | деревня                         | →56 (2017)   |
| 13 | Лемболово        | посёлок при станции             | →595 (2017)  |
| 14 | Лесное           | посёлок                         | ↘1071 (2017) |
| 15 | Матокса          | деревня                         | →259 (2017)  |
| 16 | Ненимяки         | деревня                         | ↗1170 (2017) |
| 17 | Никитилово       | деревня                         | ↗1 (2017)    |
| 18 | Стеклянный       | посёлок                         | ↗2132 (2017) |